# Seksueel strafrecht
Het seksueel strafrecht is een tak van het strafrecht die verschillende strafbare feiten inzake seksualiteit omvat. Een enigszins verouderd synoniem is zedenwetgeving, waarin de bijbehorende term zedendelict geldt als verzamelnaam voor dergelijke strafbare feiten vanuit het idee dat ze ingaan tegen de goede zeden of de openbare zedelijkheid. Gewoonlijk wordt er de seksuele zedelijkheid mee bedoeld, maar ook handelingen tegen de algemene zedelijkheid kunnen eronder vallen. De vaststelling welke gedragingen tegen de zedelijkheid indruisen is cultureel gebonden en kan sterk naar tijd en plaats verschillen.
In Nederland vallen de seksuele strafbare feiten oftewel zedendelicten uiteen in zedenmisdrijven en zedenovertredingen. De wetgever heeft er bewust voor gekozen om in het Wetboek van Strafrecht naast gedragingen tegen de seksuele moraal ook gedragingen die een inbreuk maken op andere ethische normen strafbaar te stellen. De titels over zedendelicten bevatten daarom naast seksuele delicten ook strafbaarstellingen van bijvoorbeeld bedelarij, dierenmishandeling en dronkenschap.
In sommige rechtsstelsels wordt een beperkter zedelijkheidsconcept gehanteerd. Zo bevatten de afdelingen met zedendelicten in het Duitse Strafgesetzbuch en de Franse Code pénal slechts strafbepalingen van seksuele gedragingen. Strafbaarstellingen betreffende de algemene zedelijkheid worden daar elders ondergebracht.
In België staan de zedendelicten in het Strafwetboek Boek II, Titel VII met opschrift 'misdaden en wanbedrijven tegen de orde der familie en tegen de openbare zedelijkheid'.

## Definities
In westerse landen zoals Nederland speelt in de wetgeving vaak de bescherming mee van kwetsbare personen. Bijvoorbeeld minderjarigen, verstandelijk gehandicapten of mensen die slapen of onder narcose zijn.
In een aantal westerse landen is of was er wetgeving omtrent zeden die meer gericht was op maatschappelijke aanvaarding. Zo werd in Texas de sodomiewetgeving, voornamelijk gericht tegen homoseksueel geslachtsverkeer, pas in 2003 de facto tenietgedaan door een arrest van het Federaal Hooggerechtshof.
In landen waar men conservatiever is, al dan niet door religie, zijn zaken als echtbreuk, pornografie, en dergelijke soms strafbaar. In geval van op de sharia gebaseerde wetgeving staat op overspel vaak de doodstraf. Het laatste Europese land dat de strafbaarstelling op echtbreuk afschafte was Oostenrijk in 1997. In het Nederlands strafrecht speelt dit al lang geen rol meer, maar in het echtscheidingsrecht kunnen de gevolgen van overspel wel van belang zijn, bijvoorbeeld voor de vraag of partneralimentatie verschuldigd is. Zo kan het verzwijgen van het feit dat een tot het gezin behorend kind het resultaat is van overspel worden aangemerkt als wangedrag dat de alimentatieplicht doet vervallen.

### Raad van Europa
Op 25 oktober 2007 is te Lanzarote tot stand gekomen het Verdrag van de Raad van Europa inzake de bescherming van kinderen tegen seksuele uitbuiting en seksueel misbruik
Het verdrag definieert kind als persoon jonger dan 18 jaar. Het geeft ook een definitie van seksuele uitbuiting en seksueel misbruik van kinderen, en het bepaalt dat de verdragslanden dit strafbaar stellen. Wat elk land zelf bepaalt is de leeftijd van seksuele meerderjarigheid; deze varieert in de lidstaten van 13 tot 17. Voor seksueel meerderjarige kinderen zijn sommige delicten wel van toepassing, en andere niet.
Een verdragspartij kan op bepaalde punten een voorbehoud maken wat betreft seksueel getinte afbeeldingen. Een land kan toestaan dat kinderen deze met wederzijdse instemming en voor eigen gebruik vervaardigen. Nederland staat dit niet toe.
Het Verdrag is 1 juli 2010 in werking getreden. In oktober 2011 hadden 43 van de 47 lidstaten het verdrag ondertekend en hadden 15 staten het Verdrag geratificeerd.
Op 11 mei 2011 hebben de lidstaten van de Raad van Europa de Istanbul-Conventie getekend, voluit het Verdrag van de Raad van Europa inzake het voorkomen en bestrijden van geweld tegen vrouwen en huiselijk geweld, waarmee onder andere seks zonder consent, vrouwelijke genitale verminking en seksuele intimidatie strafbaar dienen te worden gesteld door alle staten die de Conventie hebben geratificeerd. Per oktober 2022 hebben 37 Europese landen dat gedaan.

### Seksuele meerderjarigheid
In het seksueel strafrecht speelt het begrip seksuele meerderjarigheid of seksueel zelfbeschikkingsrecht een belangrijke factor. Waar in Europa de meeste landen 18 jaar kennen als "gewone" meerderjarigheidsgrens, ligt de leeftijd van seksuele meerderjarigheid hier tussen de 14 en 18. De meest opvallende wetgeving hieromtrent is die van Vaticaanstad, die als basisleeftijd 18 jaar hanteert, maar als huwelijksleeftijd 14 jaar voor meisjes en 16 jaar voor jongens.
De verschillen in de leeftijdsgrens tussen seksueel contact in heteroseksuele zin en in homoseksuele zin zijn vaak verdwenen. In Nederland was er verschil van 16 versus 21 jaar op basis van artikel 248bis van het Wetboek van Strafrecht. Volgens de Minister van Justitie werden hiermee kinderen van 16 tot en met 21 jaar beschermd tegen homoseksuele verleiding en de verspreiding van homoseksualiteit zou ermee worden tegengegaan.
Tot aan 1969 waren in Duitsland, later in de Bondsrepubliek, homoseksuele contacten verboden. Vanaf 1969 was er in de Bondsrepubliek onder Paragraaf 175 een verhoogde leeftijdgrens voor homoseksuele contacten. Aanvankelijk was dat 21 jaar, in 1973 werd dit verlaagd naar 18. Tegen 14 jaar voor heteroseksueel contact, bleef er een verschil totdat de wet geschrapt werd om de wetten van de Bondsrepubliek en de DDR bij de hereniging gelijk te trekken.

## Soorten delicten
De volgende zaken kunnen strafbaar zijn, afhankelijk van het rechtsgebied.
| Delictomschrijving                                                                      | Omschrijving en bijzonderheden |
| --------------------------------------------------------------------------------------- | --- |
| Verkrachting                                                                            | Het zonder instemming seksueel binnendringen van het lichaam van de ene persoon door een ander. |
| Verkrachting binnen het huwelijk                                                        | Strafbaar gesteld in de meeste landen ter wereld sinds 1970 (België 1976, Nederland 1991) |
| Verkrachting van een wilsonbekwame persoon                                              | In de Nederlandse betekenis wordt dit ook gebruikt voor het ongewenst seksueel binnendringen door een ander, terwijl de ander niet in staat is zijn wil kenbaar te maken vanwege leeftijd, een beperking, et cetera. In bijvoorbeeld Angelsaksische rechtssystemen wordt dit apart aangeduid als statutory rape. |
| Pedofilie                                                                               | Seksueel misbruik van kinderen beneden de seksuele meerderjarigheidsgrens |
| Mensenhandel                                                                            | Handel in mensen met als doel seksuele uitbuiting |
| Frotteurisme                                                                            | Lichamelijk contact met onbekenden (in Nederland strafbaar als aanranding) |
| Exhibitionisme                                                                          | Seksueel genieten van (naakt) bekeken worden door zichzelf aan personen te ontbloten zonder hun voorafgaande instemming |
| Voyeurisme                                                                              | Seksueel genieten van kijken naar (naakte) personen zonder hun medeweten of instemming |
| Incest                                                                                  | Seksuele contacten tussen naast bloedverwanten |
| Bestialiteit                                                                            | Seksueel contact met dieren |
| Seksuele intimidatie                                                                    | Ongewenste intimiteit, maar geen aanranding |
| Aanranding                                                                              | Officieel feitelijke aanranding van de eerbaarheid. Er is sprake van verregaande ongewenste intimiteit, maar niet van verkrachting. |
| Necrofilie                                                                              | Seksueel contact met een overledene |
| Sadomasochisme                                                                          | In Nederland niet verboden, onder bepaalde omstandigheden (ondanks instemming) in bijvoorbeeld het Verenigd Koninkrijk wel strafbaar. |
| Seksuele betrekkingen van een professional met een afhankelijke, ondergeschikte persoon | Met name onderwijzers, ambtenaren en medisch personeel worden in de Nederlandse wetgeving genoemd in art. 249 Sr. |
| Parafilieën                                                                             | Seksueel afwijkende voorkeuren, verschillend afhankelijk van onder meer de culturele, religieuze context |
| Prostitutie/sekswerk                                                                    | Seksueel contact tegen betaling. In Nederland sinds eind 19e eeuw niet actief bestreden of verboden. In België in 2022 gedecriminaliseerd. |
| Souteneurschap                                                                          | Als werkgever personen in de gelegenheid stellen om sekswerk te verrichten. Sinds 2000 in Nederland gelegaliseerd. België werkt aan decriminalisering. |
| Homoseksualiteit                                                                        | Seksueel contact tussen mensen van hetzelfde geslacht. De strafbaarheid hiervan is in verreweg de meeste landen ter wereld afgeschaft in de 20e en 21e eeuw. |

De genoemde "delicten" worden niet overal als zodanig erkend. In het Westen is vaak meer toegestaan dan elders. In de meeste Europese landen is homoseksualiteit bijvoorbeeld al langere tijd legaal. Wel zijn er grote verschillen in het moment waarop homoseksualiteit legaal werd, c.q. gelijkgetrokken werd met heterofiel seksueel contact. In Nederland verviel een algeheel verbod al in 1811, maar in 1911 werd de minimumleeftijd verhoogd van 16 naar 21. Hierdoor werd tussen homoseksualiteit en heteroseksualiteit een duidelijk onderscheid gemaakt. In Duitsland werd die seksuele meerderjarigheidsgrens voor hetero- en homoseksuele contacten in 1994 gelijkgetrokken met een Duitse eenwording. In de Verenigde Staten was seks tussen homoseksuelen aan strenge regels onderworpen of zelfs verboden in vier staten en in tien andere staten gold een verbod op anale seks in het algemeen. De afschaffing van deze wetgeving kwam pas in 2003 met een uitspraak het Amerikaans Hooggerechtshof
Dat de verschillen relatief klein zijn binnen het Westen, wordt duidelijk in vergelijking met landen die een op de sharia gebaseerde wetgeving kennen, in Noord-Afrika en in het Midden-Oosten. Op overspel staat in de sharia een lijfstraf, maar ook steniging komt vaak voor. Dit betreft weliswaar religieuze wetten, iets dat onvergelijkbaar is met strafrecht is westerse democratieën, maar in de genoemde gebieden is het onderscheid hiertussen vaak niet aanwezig. Soms geldt voor religieuze groepen dat zij per groep een eigen personen- en familierecht kennen, met bijbehorende rechtbanken. De religieuze wetten uit het Oude Testament geven een vergelijkbaar beeld wat betreft incest, pedofilie, homoseksualiteit en bestialiteit. In het Nieuwe Testament staan enkele vergelijkbare teksten.

### Echtbreuk
In Nederland heeft echtbreuk strafrechtelijk al sinds lang geen betekenis meer. De schuldvraag bij echtscheiding speelde in de jaren zeventig en eerder een rol bij echtscheiding, maar dat betrof civielrechtelijke aspecten zoals alimentatie en de eventuele bemiddelende rol van een rechter. Echtbreuk was in België een reden om echtscheiding te vorderen op grond van art. 229 van het Burgerlijk Wetboek. Tot 1987 was het strafbaar gesteld in de artikelen 387 en 390 van het Strafwetboek.

### Homoseksualiteit
Onder invloed van de Verlichting schafte Frankrijk tijdens de Franse Revolutie de strafbaarheid op homoseksualiteit af in 1791. Andere rooms-katholieke landen volgden, net als Nederland, waar protestante landen als Pruisen en Engeland de strafbaarheid behielden. Daar werd slechts de doodstraf vervangen door een gevangenisstraf.
In Nederland werd de seksuele meerderjarigheidsgrens wel eenmaal verlegd naar 21, specifiek voor homoseksuele contacten. Dit om kinderen te beschermen en de verspreiding van homoseksualiteit tegen te gaan. Art. 248bis, dat dit regelde, werd in 1911 ingevoerd en in 1971 geschrapt.
In de Sovjet-Unie, Ruslands voorloper, is homoseksualiteit in 1922 gelegaliseerd door de Bolsjewieken en in 1933 weer gecriminaliseerd door Stalin. De communisten wilden de wetboeken ontdoen van religieuze invloeden. Wel viel homoseksualiteit in die periode onder de medische (of psychische) aandoeningen. Na het verbod in 1933 door Stalin is in 1993 homoseksualiteit wederom gelegaliseerd, maar het spreken erover in het bijzijn van minderjarigen is verboden sinds 2013 in het kader van het verbod op propaganda van niet-traditionele relaties.
In Groot-Brittannië gold tot 2003 een verbod op het aanmoedigen en bevorderen van homoseksualiteit en het onderwijzen van homoseksualiteit als familierelatie. Sectie 28, dat hierop toezag, werd in dat jaar geschrapt. In Duitsland bleven homoseksuelen na de Tweede Wereldoorlog verplicht hun straf te volbrengen en van legalisering kwam pas eind jaren zestig enigszins sprake door een aanpassing van Paragraaf 175, die pas geschrapt werd in 1994.

### Sadomasochisme
Sadomasochisme valt onder het recht op eerbiediging van privéleven, familie- en gezinsleven. Echter, volgens het Europees Hof voor de Rechten van de Mens is het aan de staten zelf om te bepalen welke gewelddadige handelingen zij strafbaar achten. Dit geldt ook voor consensuele seksuele handelingen. Zeker waar de handelingen lichamelijk letsel opleveren mag de staat de bestraffing noodzakelijk achten ter bescherming van de volksgezondheid. Zodoende kon het Verenigd Koninkrijk in de jaren negentig deelnemers aan sadomasochistische handelingen bestraffen.

### Masturbatie
Op masturbatie staat in de westerse wereld vrijwel nooit een straf. In Indonesië is dat echter 2 jaar en 10 maanden celstraf. In Saoedi Arabië kreeg een onderwijzer die masturbatie goedkeurde drie jaar detentie en lijfstraffen.

### Prostitutie
Een verbod op prostitutie is in Nederland afgeschaft. Vanaf 1813 was de regelgeving per stad verschillend, maar vanaf 1889 waren er gemeentelijke bordeelverboden gevolgd door een landelijk bordeelverbod in 1911. Hiermee werd echter het souteneurschap verboden; prostitutie bedrijven en betalen voor seksuele diensten vielen hier niet onder. Het bordeelverbod is opgeheven in 2000. Alleen prostituanten bij een jongen of meisje van onder de 18 jaar zijn nog strafbaar, ook als het gaat om mensen die desondanks seksueel meerderjarig zijn. In het Verenigd Koninkrijk ligt prostitutie meer aan banden. Er geldt een bordeelverbod, maar prostitutie zelf is niet per definitie verboden.
De Zweedse wet bestraft prostituanten sinds 1999. In de Zweedse opvatting is prostitutie een vorm van geweld door de prostituant tegen de sekswerker, die als slachtoffer dus ook geen overtreding begaat. Dit heeft weliswaar tot afname van straatprostitutie geleid, maar zicht op cijfers van thuisprostitutie is er niet, hoewel dit voor een zuivere meting in een samenleving met internet wel van belang is. Engeland, Wales en Schotland kennen een gedoogbeleid, Noord-Ierland wederom een verbod sinds 2015.
Is islamitische landen is prostitutie vaak bij wet verboden. Voor de usuli's, een stroming binnen jafari (twaalvers) is er echter wel een nikahu al-mut'ah (huwelijk van genot). Het kleine deel van de moslimgemeenschap dat hiertoe behoort, kan met dit tijdelijke huwelijk tussen de 1 uur en 99 jaar straffeloos genieten volgens een specifieke uitleg van Soera An-Nisa, aya 24. De overgrote meerderheid van de moslims beschouwt dit echter als prostitutie. In de sharia worden veel zedelijke overtredingen gevat onder één begrip, zina en bestraft met lijfstraffen die in de praktijk niet zelden worden vervangen door steniging.

### Incest
Incest is in Nederland en België niet als zodanig verboden en tussen volle neven of nichten is een huwelijk eveneens toegestaan. Uiteraard betreft dat volwassenen, omdat anders zedenwetgeving die minderjarigen beschermt, seksueel contact wel degelijk verbiedt. In Nederland geldt voor volwassenen dat men wel een beëdigde verklaring moet afleggen om huwelijksdwang tegen te gaan bij familieleden in de vierde graad (neef/nicht). Een huwelijk met een oom of tante is niet toegestaan. In Duitsland en Oostenrijk wordt incest tussen (half)broers en -zussen alsmede bij lineaire afstamming strafrechtelijk vervolgd. Ook in Zwitserland kan incest als misdrijf worden gezien. In Duitsland heeft de Deutscher Ethikrat geadviseerd incest te decriminaliseren. De voorstanders hiervan achten het belang van de persoonlijke vrijheid groter dan de eventuele bezwaren.
Hoewel het christendom en het jodendom altijd afwijzend hebben gestaan tegenover incest, bepaalt het rooms-katholiek kerkelijk recht enerzijds dat een neef-nichthuwelijk en alle voornoemde huwelijken niet zijn toegestaan, maar dispensatie is desondanks voor alle typen huwelijken mogelijk. In de praktijk is dat voor het strafrecht niet een wezenlijk probleem, maar omdat een kerkelijk huwelijk in Nederland vooraf moet gaan van een burgerlijk huwelijk, kan de overheid zo'n kerkelijk huwelijk indirect dus wel tegenhouden.

## Nederland
Zie Seksueel strafrecht (Nederland).

## België
In het Belgisch Strafwetboek zijn de zedendelicten geregeld in Boek II, Titel VII. Daarbij worden ook enkele andere delicten behandeld, waaronder
- aanranding der eerbaarheid
- verkrachting
- bederf van de jeugd en prostitutie
- openbare schennis van de goede zeden
- dubbel huwelijk.

Niet aan seksualiteit gerelateerd, maar wel een zedendelict is
- het te vondeling leggen en het verlaten van kinderen en ontvoering van minderjarigen.

Wat betreft prostitutie sloot België zich in 1949 aan bij resolutie 317 (IV) van de Verenigde Naties, die onder meer stelde dat prostitutie mensonwaardig is en bestraft zou moeten worden, zelfs als de betreffende sekswerker hiervoor consent geeft. Na lange consultaties met sekswerkers en wetenschappelijk onderzoekers stemde op 17 maart 2022 de Kamer van volksvertegenwoordigers echter in met een wetsontwerp voor de hervorming van seksueel strafrecht, tot stand gekomen onder de verantwoordelijkheid van Minister van Justitie Vincent Van Quickenborne. Het wetsontwerp voorzag onder meer in de stapsgewijze decriminalisering van sekswerk voor meerderjarigen, aangezien dit volgens nieuwe inzichten beter zou zijn voor het welzijn van de sekswerkers en de samenleving. Bij de eerste stap zou sekswerk alleen wettelijk zijn toegestaan voor zelfstandige sekswerkers. Men zou alleen maar reclame mogen maken voor het aanbieden van de eigen seksuele diensten via daarvoor bestemde media-kanalen.
Sinds de jaren zeventig bestaat in België net als in Nederland de neiging de strafbaarheid van allerlei zedendelicten te verminderen of op te heffen. Onder meer de bepalingen omtrent homoseksualiteit en het ten toon stellen van voorbehoedmiddelen zijn vervallen.

## Verenigde Staten

Coercion-based wet (alle penetratieve seks)
Consent-based wet (anale en orale seks)
Consent-based wet (vaginale, anale en orale seks)

Coercion-based wet (niet-penetratieve seks)
Consent-based wet (niet-penetratieve seks)

De Verenigde Staten hebben geen uniforme wettelijke definitie van seksueel geweld, omdat iedere staat dit anders mag definiëren, maar op federaal niveau wijzigde het Uniform Crime Report (UCR) van de FBI on 1 januari 2013 zijn definitie van verkrachting van het coercion-based "vleselijke kennis van een vrouw gedwongen en tegen haar wil" naar het consent-based "Penetratie, ongeacht hoe miniem, van de vagina of anus met wat voor lichaamsdeel of voorwerp dan ook, of orale penetratie door een geslachtsorgaan van een ander persoon, zonder de instemming van het slachtoffer". Dit schrapte de voorwaarden dat er dwang werd gebruikt, dat het slachtoffer een vrouw was en dat de penetratie vaginaal geschiedde. Sommige staten (of andere jurisdicties zoals Amerikaans-Samoa) erkennen penetratieve seks zonder instemming van het slachtoffer en gepleegd zonder gebruik van dwang door de dader als misdaad (meestal 'verkrachting' genoemd). Andere staten erkennen dit niet als een misdaad; hun wetten bepalen dat de dader een vorm van dwang (bijvoorbeeld fysiek geweld (dat leidt tot aantoonbaar fysiek letsel), bedreiging van het slachtoffer of derden, of een andere vorm van dwang) moet hebben gebruikt om zulke non-consensuele penetratieve seks als 'misdaad' te rekenen. Evenzo zijn er ook staten (of andere jurisdicties zoals het Amerikaans leger, dat wordt gereguleerd door de Uniform Code of Military Justice) die niet-penetratieve seksuele handelingen (contact zoals strelen of aanraken van iemands intieme lichaamsdelen, of blootstelling van een lichaam of seksuele activiteit, zoals wraakporno) zonder instemming van het slachtoffer en zonder gebruik van dwang door de dader erkennen als misdaad, terwijl andere staten dat niet doen.
In de VS zijn er registers van inwoners die ooit een zedendelict hebben gepleegd, waarbij een deel van de informatie voor iedereen online te raadplegen is via de Dru Sjodin National Sex Offender Public Website (NSOPW). Daarbij kan gezocht worden op wonen of werken binnen een bepaalde afstand van een gegeven adres.